# Malleza
Malleza (oficialmente en asturiano: Maeza) es una parroquia y un lugar del concejo español de Salas, en la comunidad autónoma de Asturias.

## Toponimia
Se ha sugerido que el nombre puede provenir del nombre de un antiguo propietario llamado Mallius.

## Geografía
Su superficie es de 23,25 km². Se encuentra situado a 12 km de Salas y 14 de Pravia

## Historia
Hacia mediados del siglo XIX, la parroquia, ya por entonces perteneciente al municipio de Salas, tenía contabilizada una población de 1579 habitantes. Aparece descrita en el undécimo volumen del Diccionario geográfico-estadístico-histórico de España y sus posesiones de Ultramar de Pascual Madoz con las siguientes palabras:

MALLEZA (San Juan): felig. en la prov. y dióc. de Oviedo (7 leg.), part. jud. de Belmonte (3), ayunt. de Salas (1 1/2). sit. en terreno montuoso, con libre ventilacion, clima frio y saludable. Tiene 250 casas repartidas en los l. de Azquera, Acebedo, San Cristobal, Folguerosa, Lindemurias, la Granja, Pumar, Villarin y las 5 Brañas habitadas por descendientes de los moros venidos de las Alpujarras, que en lo general se dedican al tráfico y arriería. Hay escuela de primeras letras frecuentada por uno 100 niños, y otra concurrida por 15 á 20 niñas; 2 tiendas de paños, bayetas y otras ropas, y algunas de comestibles. La igl. parr. (San Juan Bautista) está servida por un cura de primer ascenso, y patronato real: tambien existen 6 ermitas ó capillas dedicadas á San Roque, San Francisco, la Magdalena, San Cristobal, Sta. Bárbara y la Soledad, cuyos edificios ninguna particularidad ofrecen. Confina el térm. N. Lueña; E. Cordovero; S. Mallecina, y O. Linares. Cruza por el N. el r. Aranguin que se forma de varios manantiales y desagua en el Nalon mas allá de Pravia; tiene distintos puentecillos y 3 puentes. El terreno es montuoso y desigual, pero fértil, en lo inculto se crian robles, hayas, castaños, y buenos pastos. Los caminos son locales y en mediano estado: el correo se recibe de Salas por balijero 3 veces á la semana. prod.: escanda, maiz, centeno, habas, patatas y otros frutos: se cria ganado vacuno, caballar, lanar y de cerda: caza de liebres y perdices: y mucha pesca de truchas aunque no de las mejores. ind.: la agrícola, 8 molinos harineros, y tejidos de lana. pobl.: 325 vec., 1,579 alm. contr. con su ayunt. (V.)
(Madoz, 1848, p. 118)

## Geografía humana

### Organización territorial
La entidad colectiva de población de Malleza está compuesta por las siguientes entidades singulares:
- Acevedo (Acebéu)[1]
- La Arquera (L'Arquera)[1]
- Borducedo (Borducéu)[1]
- Brañaivente
- El Cándano (El Cándanu)[1]
- Curiscado (Coriscáu)[1]
- La Folguerosa (La Folgueirosa)[1]
- Gallinero (Gaḷḷineiru)[1]
- La Granja (La Granxa)[1]
- Lindemurias (Llindemurias)[1]
- Malleza (Maeza)[1]
- El Pumar
- Los Rubieros (Los Rubieiros)[1]
- San Cristóbal
- Vegacebrón (La Veiga Cebrón)[1]
- Villarín (Villeirín)[1]
- La Barraca
- Cerezal (Zreizal)[1]
- Colubredo (Colubréu)[1]
- Montenuevo (Monteneuvu)[1]

### Demografía
En 2023, la entidad colectiva de población de Malleza tenía empadronados 186 habitantes, mientras que la entidad singular de población de ese nombre tenía 51, todos ellos en diseminado.

## Patrimonio
Su templo parroquial se dedica a San Juan Bautista y La Inmaculada. Destaca por sus "casonas" de estilo indiano.